# Antonije
Antonije est un prénom masculin serbe, en serbe cyrillique Антоније variante serbe du prénom Anthony.

## Personnalités portant le prénom Antonije
- Pour l'ensemble des articles sur les personnes portant ce prénom, consulter :
  - la liste des articles dont le titre commence par ce prénom
  - les listes produites par Wikidata : Liste des personnes de prénom « Antonije » — même liste en incluant les éventuels prénoms composés qui contiennent « Antonije ».